# Tungnaá

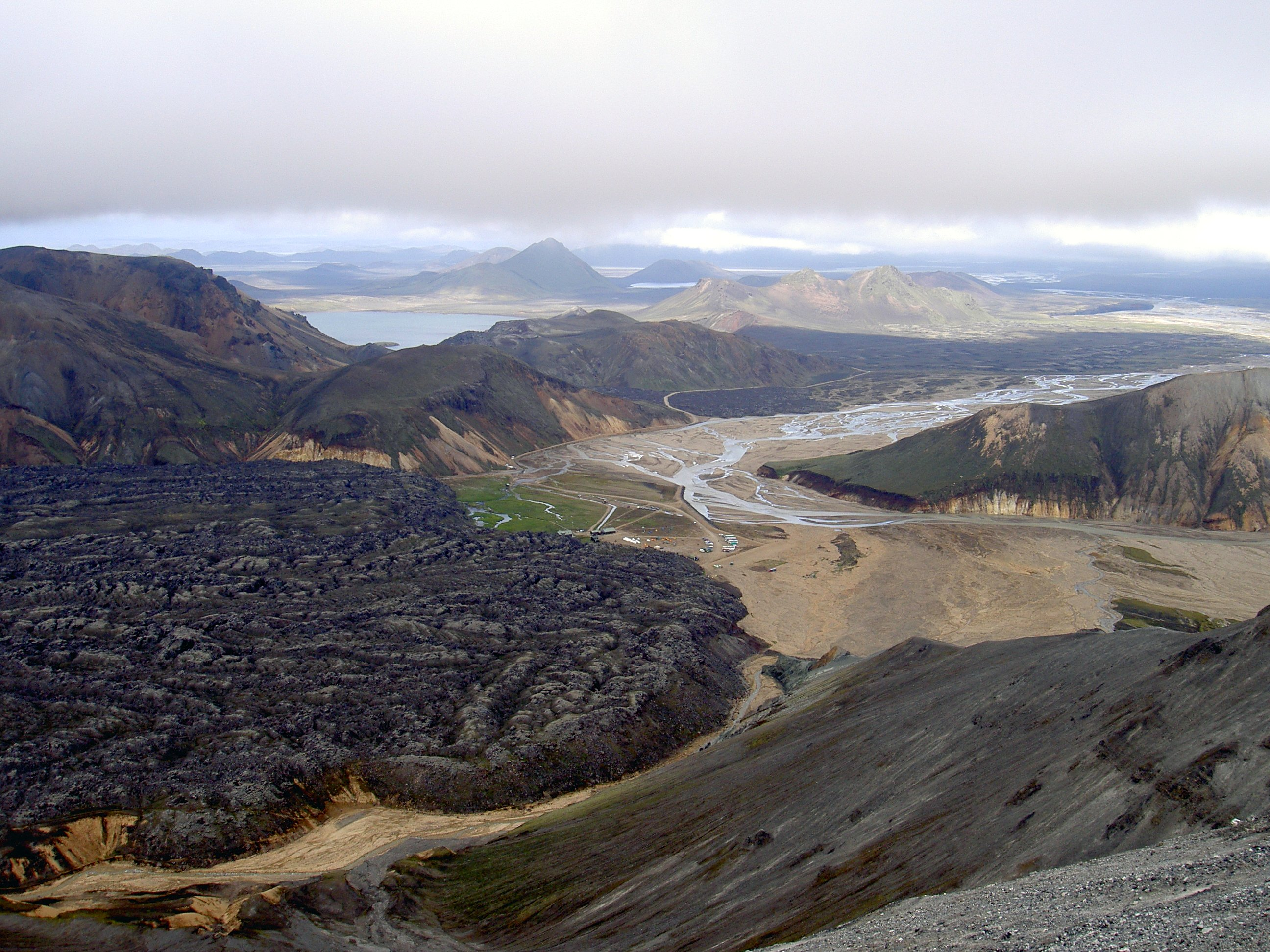
De Tungnaá is te zien in het dal op de achtergrond. Op de voorgrond is de Jökulgilskvísl die langs Landmannalaugar loopt. De foto is genomen vanaf de top Bláhnúkur, in noordoostelijke richting

De Tungnaá is een rivier in het zuiden van IJsland. De Tungnaá ontspringt aan de westelijke kant van de gletsjer Vatnajökull en is zowel een bron- als een gletsjerrivier. Het meeste water komt namelijk niet van de gletsjer maar uit bronnen in de Veiðivatnasveiði. De rivier stroomt vervolgens in zuidwestelijke richting tot aan Vestur-Bjalla (vlak bij Landmannalaugar) vanwaar het in noordwestelijke richting verdergaat. Daar liggen ook twee krachtcentrales waarlangs de rivier moet passeren alvorens de Þjórsá te bereiken: Hrauneyjafossvirkjun en Sigölduvirkjun. Waar de Tungnaá vroeger door een kloof stroomde, stroomt het water nu door buizen in de krachtcentrale die werd gebouwd tussen 1973 en 1977 om nadien in het stuwmeer Sigöldulón terecht te komen. Uiteindelijk stroomt de Tungnaá iets ten westen van de Búðarháls het dal in om uit te monden in de Þjórsá.
- Virtual International Authority File: 7947152140005111100008